# Понтифік Стародавнього Риму

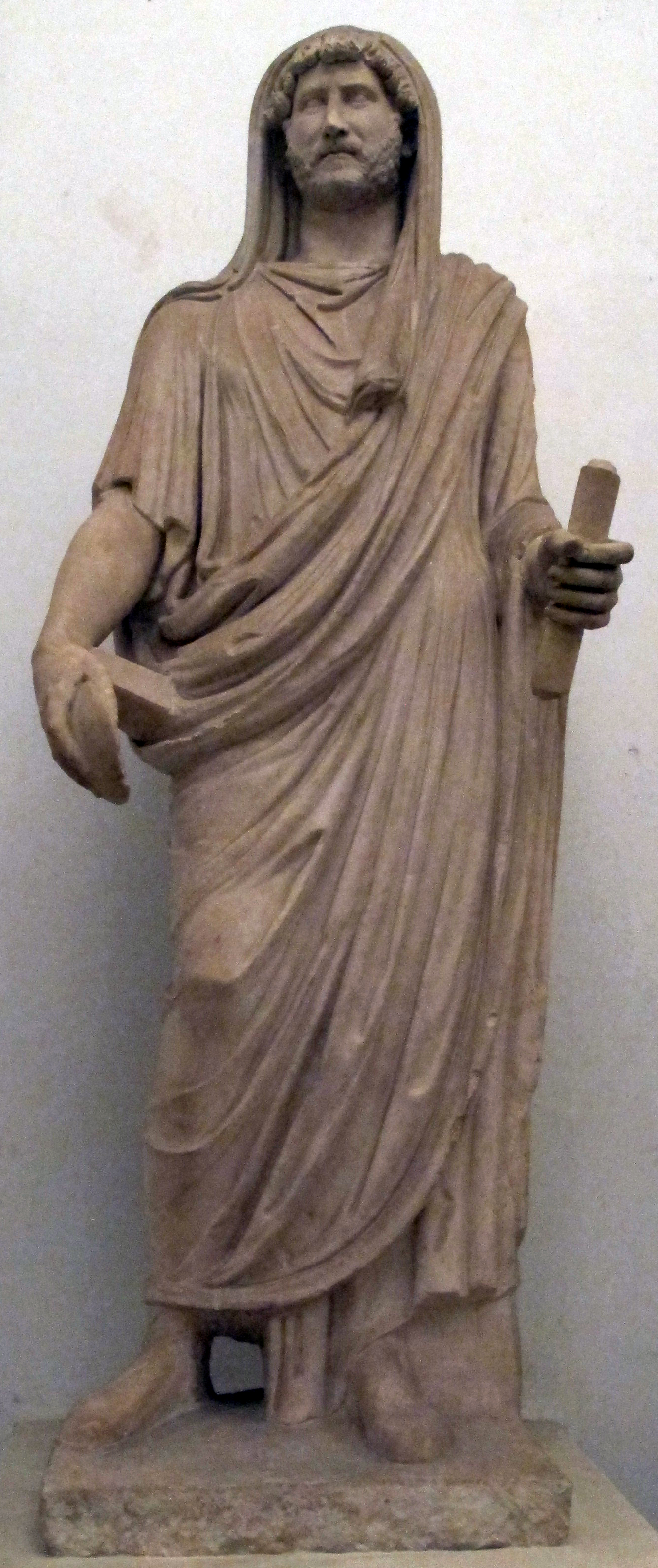
Імператор Адріан у образі великого понтифіка

Понтифік, або понтифекс (лат. pontifex) — в Стародавньому Римі член вищої колегії жерців, яка керувала всіма справами державної релігії. Колегія понтифіків була найважливішим римським священством, відповідала за врегулювання відносин громади з божествами, визнаними державою, та наглядала за культом роду й родини. Очолювалася великим понтифіком.
Спершу стати понтифіком можна було тільки за рішенням інших понтифіків. Починаючи з другої Пунічної війни і далі, великий понтифік обирався на своєрідних всенародних виборах, а в останню епоху Республіки так обиралися всі учасники колегії. Римські імператори носили титул великого понтифіка. Цей титул також носить Папа Римський.

## Етимологія

### Версії стародавніх дослідників
- За версією більшості стародавніх дослідників, слово pontifex походило від pons («міст») та facio («роблю») і тлумачили його у тому сенсі, що жерці, які носили це ім'я, спочатку повинні були спостерігати за ремонтом та будівництвом Пальового моста у Римі (Pons Sublicius), що мало велике релігійне значення (Варрон, Діонісій Галікарнаський, Плутарх, Тіт Лівій).[2]
- Великий понтифік Публій Муцій Сцевола, також Лукан і Лид тлумачили це слово так, що pontifex = potifex (від posse і facere), тобто «той хто має владу здійснювати жертвопринесення».

### Версії новітнього часу
- У новітній час Жозеф Рубіно[3], Моммзен[4] і Буше-Леклерк[5] вважали, що понтифіки завідували спочатку будівництвом моста через Тибр, як важливого центру релігійних церемоній, тобто повторювали стару гіпотезу; Моммзен додавав, що понтифіки були інженерами, і лише їм були відомі таємниці чисел і мір. Звідси походили їхні обов'язки зі складання календаря, спостереження за правильним проходженням свят і т. д.[2]
- За Ланге[6] і Куну (Kuhn), понтифіки спочатку були будівельниками доріг, переважно для релігійних цілей, причому слово pontifex містило в собі той же корінь, що в словах πάτος, πόντος і т. д.
- Карл Гёттлінг ототожнював слово pontifex зі словом pompifex = організатор церемоній (дав.-гр. πομπή дав.-гр. πομπή πομπή).
- По версії Марквардта[7] це слово пішло від кореня pu, який зустрічається в словах purus, punio, poena, і бачив в понтифіках жерців-очищувачів.
- Вольфганг Гельбіг під словом pons мав на увазі пальове будівництво і припускає, що понтифіки існували ще в епоху італійських озерних поселень і стосувалися зведення пальових будівель.
- Олександр Енман[8], виходячи з припущення, що головним обов'язком понтифіків було складання календаря, виводив корінь pont від дієслова pendo, pendeo (вішати, висіти) і пов'язував його з обов'язком понтифіків вивішувати календар для загального огляду.

## Стародавній Рим
Понтифіки (або понтифекси) складали в Стародавньому Римі колегію, що здійснювала вищий нагляд за державним культом. Походження колегії відноситься до легендарної епохи царів і пов'язане з ім'ям царя Нуми Помпілія, який, за переказами, організував колегію і сам був першим верховним жерцем.
Оскільки спочатку лише патриції були членами загальнодержавної релігійної родини, то лише вони й мали право посідати жрецькі посади; плебеї були допущені до понтифікату лише в 300 році до н. е.
В області сакрального права понтифіки були частиною держави, маючи всі права, які були доступні в Римі жрецтву.
Значення понтифіків в області юриспруденції і релігійного права було особливо великим в перший час республіки, коли патриціїв ще не прирівняли в правах до плебеїв. Як прихильники патриціанської партії, понтифіки відігравали значну роль в цій боротьбі, поки демократія не підірвала їхній вплив виданням календаря (fasti) і "суворого права" (legis actiones), в результаті чого плебеї були допущені до понтифікату (з 300 року, в силу Lex Ogulnia). Першим великим понтифіком з плебеїв став у 254 році до н. е. Тиберій Корунканій.
Сильний удар понтифікату було завдано в 131 році до н. е. консулом Публієм Ліцинієм Крассом, який, бувши в той же час великим понтифіком і не маючи права залишати Італію, вирушив з військами в Азію. З цього часу закон, що забороняв великому понтифіку виїжджати з Італії, не раз порушувався в I столітті до н. е. носіями громадянської влади (напр., Цезар, в сані великого понтифіка, вів війну в Галлії). Взагалі в I столітті до н. е., з руйнуванням основ республіканських установ, тимчасово впав і авторитет понтифікату.
Октавіан Август, проте, знову підніс значення колегії, зробивши титул великого понтифіка імператорським. Для виконання поточних справ була заснована (з 155 року) посада промагістра, який призначався на рік. Традиційну повагу до понтифікату пережило язичництво, і якщо Граціан в 382 році відмовився від цього титулу, то лише для того, щоб розпрощатися з давньою релігією. Пізніше титул великого понтифіка перейшов до римського християнського первосвященика — папи.

### Відмінності понтифікату від магістратури
- Магістрати обиралися на рік, понтифіки були довічними жерцями;
- магістрати обиралися на коміціях з повним складом виборчих голосів, понтифіки призначалися верховним жерцем, а якщо пізніше (з III століття до н. е.) і обиралися в трибних коміціях, то за участю лише меншості голосів (17 триб з 35);
- дві магістратури не були сумісні в одній особі, понтифікат був сумісний з магістратом.[2]

### Організація колегії
Організація колегії понтифіків була закінчена вже в царський період; на початку республіки була створена лише посада верховного жерця, який замінив собою царя (Ланге вважає, що посада великого понтифіка (Pontifex Maximus) існувала і в царський період) і був носієм влади; інші члени колегії становили його раду (consilium).
Спочатку всіх членів колегії понтифіків було п'ять (шостим, ймовірно, був цар або великий понтифік), з 300 року до н. е. — дев'ять (в тому числі 4 з плебеїв), з 81 року — п'ятнадцять.
Вище за всіх членів колегії стояв великий понтифік, в особі якого залишився останок найдавнішого монархічного ладу. З квазімагістратських компетенцій йому належало право призначати жерців, щоб чинити суд в межах сакрального права, керувати сакральної касою. Право призначення жерців перейшло, разом з прерогативами царської влади в галузі сакрального права, до понтифіка ще на початку республіки.

### Права понтифіків
Вибір нового члена
Члени колегії мали право кооптації, тобто обрання нового члена серед жерців.
У 104 році до н. е. народний трибун Гней Доміцій Агенобарб провів плебісцит, який узаконив новий порядок поповнення колегії: понтифіки повинні були виставляти (nominare) відоме число кандидатів, з яких 17 триб жеребом вибирали нових понтифіків; за виборами на коміціях слідувала звичайна кооптація. З цього часу comitia sacerdotum увійшли в порядок державного життя і відбувалися раз на рік для вищих жрецьких колегій.
Скасований в 81 році до н. е. Суллою, закон Доміція був знову введений в дію в 63 році до н. е., в силу плебісциту Лабіена. З 14 року до н. е. вибір жерців був поставлений в формальну залежність від сенату, дійсну — від імператора.
Правові дії
Правом давати постанови понтифіки володіли не в повній мірі: вони могли лише здійснювати деякі правові акти :
- adrogatio (перехід в іншу фамілію),
- detestatio sacrorum (зречення патриція від родового культу і перехід у плебейство),
- testamenta — в коміціях по куріях.

Народ який зібрався не голосував пропозиції, але був лише свідком при здійсненні актів; головою коміцій був великий понтифік. За Моммзену, понтифік міг лише робити усну заяву, але не давати постанови.
В сакральному судочинстві роль понтифіків обмежувалася висловленням власної думки, встановленням провини і т. ін. Право покарання великий понтифік мав лише щодо жерців (фламіни, жертовний цар) і весталок. Останніх він, разом з колегією, мав право засудити до поховання живцем у разі порушення обітниці цнотливості. Духовне майно перебувало в розпорядженні громади; понтифіки могли лише розпоряджатися тими сумами, які надходили спеціально в їхню касу (arca pontificum) зі штрафів і т. ін. Понтифіки мали верховний контроль за культом вітчизняних богів і право авторизації в усіх питаннях громадської та приватної релігії.

### Інсигнії та відзнаки
Інсигніями понтифіків були :
- simpulum — ритуальна посудина для вина,
- secespita — жертовний ніж,
- dolabra — сокира,
- aspergillum — кропило,
- galerus — особлива зачіска з головним убором,
- apex — вовняна загострена конусоподібна шапочка.

Як sacerdotes populi Romani, понтифіки були вільні від військової повинності, від податей та інших цивільних тягощів. Їхніми зовнішніми відзнаками, крім службових, були toga praetexta і почесні місця на громадських видовищах.

### Священнодійства і церемонії
При священнодійствах і церемоніях понтифік або сам був жерцем і священнослужителем, або фігурував при священнодійственному магістраті як радник і помічник.
У першому випадку понтифік, як жрець вищого рангу, служив уособленням батьківської влади, яка була невіддільна від жрецької в області домашнього культу. Держава уособлювала величезну родину, духовний батько якої — понтифік — був вершителем фамільного культу так званих dii patrii, причому весталки і фламіни вважалися наче його дітьми.
Regia (палац), де засідала колегія понтифіків, був місцем культу Януса, Юнони, Марса, Квіріна, Сатурна, громадських пенатів і ларів. Крім регії, понтифіки виконували жрецькі обов'язки і в інших храмах, в різних частинах міста і з приводу різних випадків, адже римські храми не мали постійного причту, крім храмових сторожів (aeditui). Під наглядом понтифіків відбувалися спокутні жертви у випадках порушень обрядів, допущених магістратами і ін., порушень божественного права, спокутування продігій, проголошення обітниць, присвяти богам. Понтифіки вказували, якому божеству і коли треба молитися, які заходи вживати, щоб умилостивити богів у кожному конкретному випадку і т. ін.

### Календар понтифіків
В обов'язки понтифіків входило складання та оприлюднення календаря, який містив програму державного богослужіння. Як жерці і вищі хранителі культу, понтифіки повинні були першими знати і доводити до загального відома, які дні присвячені яким богам, які дні повинні вважатися вихідними, які дні освячені якими спогадами, коли слід вставити високосний місяць для заповнення сонячного періоду.
Через відсутність наукових знань і панування забобонів, вони погано виконували цей обов'язок; крім того, вони часто користувалися своєю прерогативою в політичних цілях, скорочуючи або подовжуючи рік для продовження або скорочення терміну магістратури, контрактів, судових процесів і т. ін. Тому в I столітті до н. е. дійсний римський рік значно відстав від астрономічного, і Цезар, проводячи в 46 році до н. е. реформу календаря, повинен був прийняти рік, який прямував за введенням реформи, в 445 днів.
Свята
При розподілі свят у році, понтифік намічав лише постійні (stativae) свята, а рухомі (conceptivae) і надзвичайні (imperativae) встановлювалися консулом і міським претором.

### Хранителі релігійного архіву
Понтифіки були хранителями релігійного архіву, який складався при регії. Документи, які зберігалися в цьому архіві, носили загальну назву "книги понтифіків" (libri pontificum пли pontificii), а порізно мали такі назви:
1. album pontificum — хронологічний список членів колегії ;
2. acta pontificum — протоколи службових актів колегії;
3. indigitamenta — формули молитов і заклинань на всі випадки життя;
4. обрядові приписи;
5. commentarii pontificum — збірник декретів (decreta) і відповідей (responsa), що склали римське звичайне право і містили тлумачення на закони XII таблиць. Вони мали в судах силу законів і стали джерелом права. У 200 році Aelius видав перший трактат з римським правом, скориставшись коментарями понтифіків. До збірки входили також legis actiones (суворе право);
6. Fasti — святковий календар, хронологічні списки;
7. Fasti consulares — списки консулів;
8. "Великі аннали" (лат. Annales maximi Annales maximi) — літопис, що виставлялася публічно в регії. У 130 році до н. е. колишні літописні дошки (tabulae pontificum, annales pontificum) були знищені, внаслідок великої кількості існуючого в цей час історичного матеріалу; пізніше залишковий літописний матеріал був виданий в 80-и книгах під назвою «Великі аннали».
9. Leges regiae — кодекс сакрального права. До релігійної юрисдикції належали справи щодо укладення шлюбів per confarreationem, зі складання заповітів, зі здійснення поховальних обрядів. Юрисконсультські обов'язки, за традиційною наступності, до кінця республіки лежали на понтифіках, які були і богословами, і юристами, і давали поради в області як сакрального, так і цивільного права. До них зверталися всі охочі почати якусь цивільну справу, (agere) за вказівками, який треба застосувати закон, які зробити формальності; з цією метою колегія виділяла одного члена, який протягом року давав консультації приватним особам.[2]

Legis actiones були видані в 304 році до н. е., разом з календарем, курульним еділом Гнеєм Флавієм.

### Списки давньоримських понтифіків
Списки понтифіків видавалися Буше-Леклерком (Bouche-Leclercq, «Les pontifes de l'ancienne Rome»; Париж, 1871) і Марквардта (Marquardt, «Die Römische Staatsverwaltung» (III т., 234—321, Берлін, 1885).

## Понтифік в сучасному розумінні
Сьогодні понтифіком називають Папу Римського — видимого главу римської католицької церкви і католицизму в цілому. Адже для абсолютної більшості католиків папа є своєрідним «мостом» між людьми і Богом.